# Consejo Cívico de Organizaciones Populares e Indígenas de Honduras
El Consejo Cívico de Organizaciones Populares e Indígenas de Honduras (COPINH) es una organización hondureña dedicada a la defensa del medioambiente y de la cultura lenca en Intibucá.

## Historia
El COPINH fue fundado el 27 de marzo de 1993 por varias personas, entre ellas la ecologista y activista Berta Cáceres, asesinada en 2016.
Estableció alianzas con otras organizaciones, como la Organización Fraternal Negra de Honduras (OFRANEH), con quienes comparten visiones, trabajo, cultura ancestral y horizontes.
La organización condena un modelo económico, político y cultural que explota a la mayoría de la población hondureña y ejerce la violencia contra sus habitantes. En 2011, la OFRANEH y el COPINH coordinaron y establecieron una Asamblea Constituyente de Pueblos Indígenas y Negros.

## Ataques contra sus miembros
Sus miembros han sido amenazados, perseguidos y asesinados desde su fundación. Entre estos, se encuentran los siguientes:

### Persecuciones y acoso
| Fecha               | Nombre de la víctima                                                 | Modus operandi |
| ------------------- | -------------------------------------------------------------------- | --- |
| 19 de abril de 2016 | Delegación internacional y nacional que conmemoraba a Berta Cáceres. | Un grupo de entre 25 y 30 personas les atacaron usando machetes y tirándoles piedras Y al menos nueve personas resultaron heridas. Además amenazaron al nuevo coordinador del COPINH, el dirigente lenca Tomás Gómez. |

### Ataques armados
| Fecha               | Nombre de la víctima            | Modus operandi |
| ------------------- | ------------------------------- | --- |
| 15 de junio de 2012 | Juan Vásquez y Sotero Chavarría | Hombres armados dispararon contra ellos, luego de regresar de unas negociaciones sobre un conflicto de tierras.                                                                          |
| 6 de mayo de 2016   | Alexander García Sorto          | Enedicto Alvarado disparó contra García frente a su domicilio en Llano Grande, Colomoncagua, el agresor fue capturado y liberado, ahora dice que va a “terminar de matar” al Sr. García. |
| 8 de mayo de 2016   | Tomás Gómez Membreño            | Fueron perseguidos por personal militar conducidos en otro vehículo, el cual trató de sacarlos del camino.                                                                               |

### Asesinatos
| Fecha               | Nombre de la víctima        | Modus operandi |
| ------------------- | --------------------------- | --- |
| 3 de marzo de 2016  | Berta Cáceres               | Sicarios con armas de fuego entraron a su casa en horas de la noche y la asesinaron. |
| 16 de marzo de 2016 | Nelson García               | Fue asesinado luego de regresar a su casa después de un violento desalojo llevado a cabo por la Policía Militar de Orden Público y el Comando Especial Cobras en el municipio de Río Lindo. |
| 6 de julio de 2016  | Lesbia Yaneth Urquia Urquia | Fue secuestrada en horas de la tarde mientras se ejercitaba en su bicicleta y asesinada, su cuerpo fue encontrado en un basurero en Marcala, La Paz.                                        |

El 1 de julio de 2017 el COPINH denunció que su nueva líder Berta Zúñiga Cáceres, hija de Berta Cáceres, sufrió un intento de atentado junto a otros dos miembros de la organización, Asunción Martínez y Sotero Chavarría, cuando regresaban de una actividad comunitaria.